# Tufnell Park
Tufnell Park – stacja metra londyńskiego położona w dzielnicy Islington. Leży na trasie jednego z północnych odgałęzień Northern Line. Stacja powstała w 1907. Obecnie ze stacji korzysta ok. 3,24 mln pasażerów rocznie. Należy do drugiej strefy biletowej.

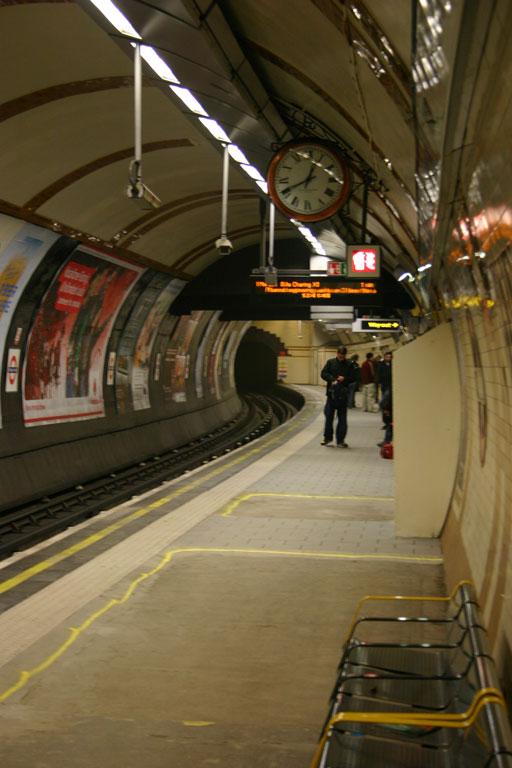
Jeden z peronów